# Miguel Catalán Sañudo
Miguel Antonio Catalán Sañudo (Saragossa, 9 d'octubre de 1894 - Madrid, 11 de novembre de 1957) va ser un espectroscopista espanyol.

## Biografia
Nascut a Saragossa, va obtenir el seu títol de Química a la Universitat de Saragossa i es va doctorar a Madrid el 1917 amb una tesi sobre l'espectroquímica del magnesi. Va estar casat amb Jimena Menéndez-Pidal.
Miguel Catalán va destacar en els seus estudis amb qualificacions d'excel·lència, sent Premi Extraordinari en el batxillerat i, posteriorment també, en la llicenciatura de Químiques, a Saragossa. Després d'una breu estada en la indústria cimentera, es trasllada a Madrid per iniciar el seu doctorat en els Laboratoris de Recerques Físiques de la Junta per a Ampliació d'Estudis, JAE, presidida per Santiago Ramón y Cajal.
Publica el 1916 el seu primer treball científic, sota la direcció d'Ángel del Camp. Aquest catedràtic és mestre en anàlisi química i el introductor de l'espectrografia a Espanya.
En est el seu primer treball, cita quatre vegades a Alfred Fowler, expert espectroscopista i professor d'astrofísica de l'Imperial College of Science and Technology de Londres (Antic Royal College of Science).
Es gradua també amb notes màximes en el seu doctorat en química, en l'especialitat d'espectrografia. La seva tesi doctoral és publicada el 1917.
Després del doctorat, continua a Madrid, en el laboratori de la JAE com a investigador, alhora que inicia una carrera de professor i catedràtic de física i química en segon ensenyament. Aquesta dualitat entre l'ensenyament i la recerca metòdica va ser una constant al llarg de la seva vida.
El 1920 va començar a treballar com a investigador en l'Imperial College de Londres amb una beca de la Junta per a Ampliació d'Estudis i Recerques Científiques (JAE). Examinant l'espectre del manganès, va determinar que l'espectre òptic d'àtoms complexos contenia grups de línies abans desconegudes als quals va anomenar "multiplets", entre les quals existien regularitats característiques. Catalán va demostrar que l'estudi dels multiplets portava a una millor comprensió dels estats energètics dels electrons atòmics.
La importància dels seus descobriments ens ho indica el fet que ja en el mateix any 1921, abans que hagi publicat la seva memòria, els seus resultats van ser ràpidament divulgats per tercers en les revistes científiques. La revista Nature del 28 de juliol de 1921, publica un article redactat pel científic indi Megnad Saha en el qual s'informa dels seus descobriments.
La seva recerca és coneguda ràpidament per prescriptores mundials de la ciència com Fowler, Russell, Sommerfeld i Böhr, que en els seus propis treballs es refereixen als descobriments d'aquest jove científic espanyol.
El professor Galindo Tixaire recorda que després de la presentació en la Royal Society: Aquest mateix any, al juny (1922), el gran Böhr comentava els resultats de Catalán en les seves conferències sobre Theory of Atomic Structure desenvolupades en Gotinga, front alumnes del fust de Heisenberg i Pauli....
Ha de ser destacada la gran transcendència dels seus múltiples descobriments simultanis: ha trobat unes regularitats característiques en l'espectre del Manganès, i ha definit una Llei reiterativa de comportament de l'espectre, la qual cosa li ha permès acabar de desxifrar l'espectre del manganès, definint un nou patró de referència per a aquest element; ha creat un nou mètode científic: els Multiplets, nova eina per a l'anàlisi espectroquímic, obrint la via per interpretar els espectres d'elements complexos.
Catalán, sent un jove espectroscopista punter, encara que s'inicia en una pràctica de laboratori concebuda per analitzar els elements que constituïen una mostra concreta, gràcies a la seva habilitat i els seus coneixements, es converteix en precursor. Participa amb els millors del seu temps a poder determinar les correlacions existents entre l'espectre d'un element i el nivell energètic dels electrons que orbiten el nucli d'aquest àtom i, en conseqüència, a poder determinar l'estructura energètica d'aquests electrons i la configuració de l'àtom.
Per invitació d'Arnold Sommerfeld va treballar a la Universitat de Múnic i, després de la creació a Madrid de l'Institut Nacional de Física i Química per la JAE -amb l'ajuda financera de la Fundació Rockefeller-, el 1930 va ser nomenat cap de la secció d'espectroscòpia. Va ser convidat en nombroses ocasions pels laboratoris del National Bureau of Standards de Washington, D. de C., per la Universitat de Princeton i pel MIT.
Després d'haver estat separat dels seus llocs en l'Institut Nacional de Física i Química i la Universitat a causa de la Guerra Civil, se li va permetre tornar a la seva càtedra a la Universitat Central de Madrid a partir de 1946, i reiniciar la seva activitat científica el 1950, en ser nomenat director del Departament d'Espectres de l'Institut d'Òptica del CSIC a Madrid. Crea una nova escola d'espectrografia: “L'Escola de Madrid”, reconeguda internacionalment. Simultàniament segueix impartint la seva docència a la Universitat Complutense, i en el Col·legi “Estudio”. El 1952 va ser nomenat assessor de la Joint Commission for Spectroscopy (Comissió Conjunta d'Espectroscòpia), l'organisme regulador internacional per a aquest camp.
Aconsegueix convertir la seva especialitat, l'espectrografia, en un instrument fonamental de verificació dels avanços en el descobriment de l'estructura de la matèria i també en astrofísica, en determinar posteriorment la composició del nostre Sol i dels estels del firmament en desxifrar l'espectre dels elements polielectrònics.
Miguel Catalán era un científic, de renom internacional, un descobridor en els límits del coneixement humà d'aquell moment, un pedagog especialista en l'ensenyament de la ciència, un esportista, home culte i de conviccions, segur de si mateix, gran comunicador, perseverant, en resum, un home excepcional, apassionat del seu treball.

## Obra i reconeixements
Amb les seves recerques, Catalán havia identificat una correlació entre l'espectre de cada element i les variacions d'energia dels seus electrons, contribuint així a poder definir la seva estructura atòmica, i confirmar un model atòmic concret.
Amb els seus descobriments Catalán havia aportat la prova experimental que els físics teòrics, com Sommerfeld i Bohr necessitaven, en aquell moment, per definir el model definitiu de l'estructura de l'àtom:
- Estableix un nou procediment d'interpretació dels espectres dels elements complexos
- Determina la causalitat física de la suposada correlació entre cada element i el seu espectre, en relacionar les regularitats descobertes en l'espectre, amb les posicions dels electrons de l'àtom.

A partir de la prova experimental, l'observació i la deducció lògica, ha aconseguit la comprensió de la veritable configuració de l'estructura de la matèria, en determinar una correlació entre els electrons que constitueixen la “valència química” i certes línies de l'espectre. Fins i tot, la seva deducció experimental li permet justificar la causalitat de l'espectre.
Tot la qual cosa li permet confirmar:
- la interpretació de la configuració electrònica de l'àtom complex
- la correlació entre els canvis de nivells d'energia dels electrons i l'espectre de l'element.
- la llei que defineix l'estructura de l'àtom en cada element.

Els múltiples descobriments simultanis de Catalán donen com a resultat el nou model Bohr-Sommerfeld:
- Després del descobriment dels Multiplets, la correcció de Somerfeld permet explicar els espectres atòmics complexos.
- Com a resultat, s'arriba a la convicció que l'espectre depèn de la col·locació dels electrons en les diferents òrbites.
- En conseqüència, es confirma una correlació entre la configuració electrònica de l'element i el seu espectre.
- A partir d'aquest moment l'espectrografia es converteix en la prova experimental per a l'estudi de l'estructura atòmica.

Per tot això, amb els seus descobriments i amb el seu nou mètode científic fonamenta les bases experimentals en les quals se cimenta l'actual model d'estructura de la matèria i la Mecànica Quàntica, propiciant nous descobriments científics, com per exemple, el spin de l'electró.
Va concebre una Taula periòdica dels Elements basada en els seus estudis espectrals, va fer estudis d'astrofísica espectral, i va arribar a la convicció que tot l'univers estava fet de la mateixa matèria, conforme a l'anàlisi de la llum dels estels que havia realitzat.
Va publicar més de 70 articles científics en revistes especialitzades. El 1924, 1926 i 1929 va rebre premis de la Reial Acadèmia de Ciències (Espanya) i el 1930 el premi internacional Pelfort. El 1955 va ser triat membre de la Reial Acadèmia de Ciències.
L'agost de 1970 la Unió Internacional d'Astronomia, al seu congrés celebrat a Sydney, va decidir anomenar «Catalán» a un cràter lunar en el seu honor., per les seves aportacions a l'astrofísica i pel descobriment d'un nou mètode científic que permetia la verificació dels models teòrics proposats per definir l'estructura de la matèria.
La Comunitat Autònoma de Madrid concedeix anualment el Premi de Recerca "Miguel Catalán" en Ciències des de l'any 2005, en la seva memòria.
Miguel Catalán és, possiblement el màxim exponent de la cultura liberal espanyola que representava la Institució Lliure d'Ensenyament. Pertanyia a aquest corrent idealista que neix al segle xix, i que tant Giner de los Ríos, com el propi Santiago Ramón y Cajal aconsegueixen instaurar després del desastre del 98, inculcant uns nous valors en la societat espanyola, com era, per exemple, l'estudi i el cultiu de la ciència. La Junta per a Ampliació d'Estudis (JAE), presidida per Cajal, va aconseguir convertir Espanya, en un breu període de la seva història, en un país a l'avantguarda cultural i científica del món de la preguerra.
En raó als seus mèrits, el CSIC va fundar en la seva memòria el CENTRE DE FÍSICA MIGUEL A. CATALÁN (CFMAC).